# R351 (ehemalige, Russland)

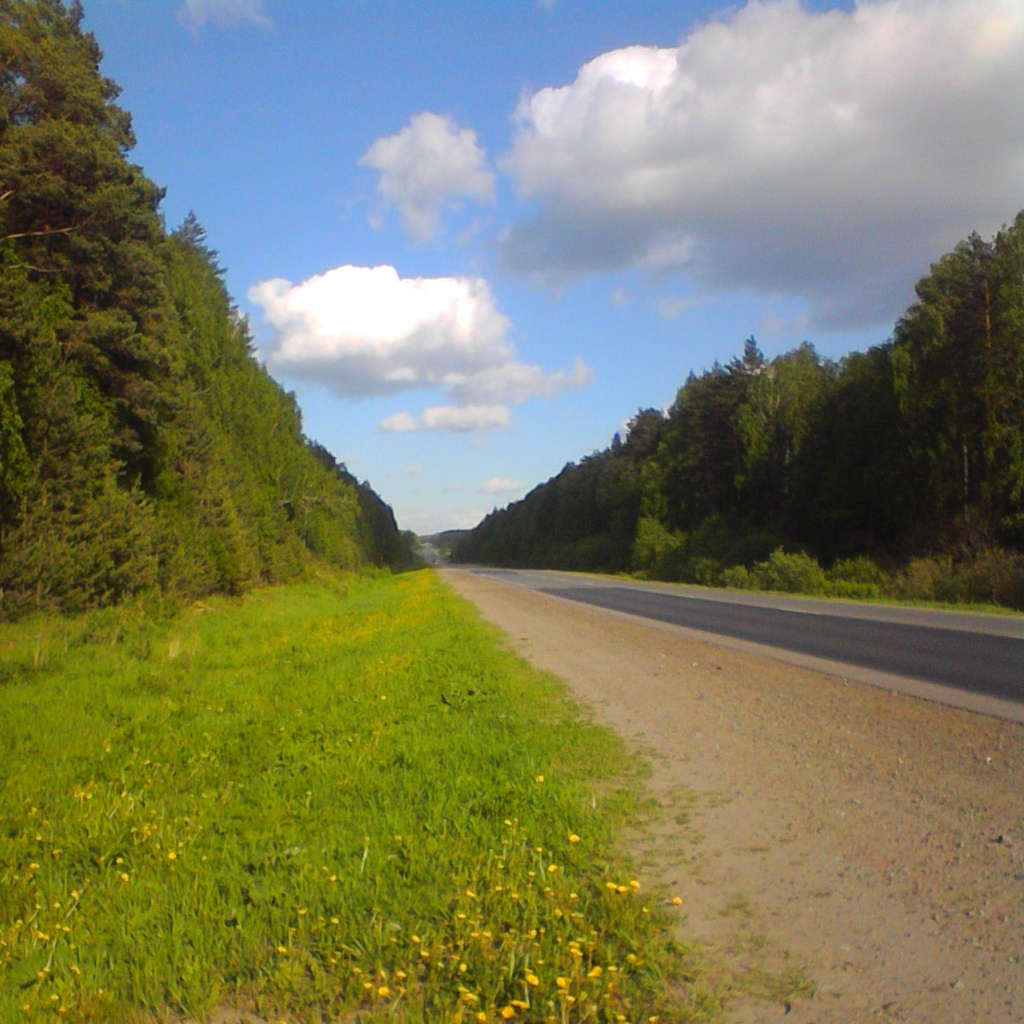
R351 bei Bogdanowitsch

Die R351 (russisch Р351) ist eine ehemalige Fernstraße föderaler Bedeutung in Russland. Die 328 km lange Straße verbindet am Ostrand des Ural und im Südwesten des Westsibirischen Tieflands die Oblastzentren Jekaterinburg (Oblast Swerdlowsk) und Tjumen. Die Straße folgt etwa dem Verlauf der Transsibirischen Eisenbahn zwischen den beiden Städten und ist Teil der Europastraße 22. Sie verläuft hauptsächlich durch den südlichen Teil der Oblast Swerdlowsk, nur auf den letzten knapp 40 km durch die Oblast Tjumen. Am 1. November 2023 wurde die R351 zwischen Jekaterinburg und Tjumen zur M12 aufgestuft.
Die R351 ist auf ihrer gesamten Länge asphaltiert und zumeist zweispurig, aber abschnittsweise auch vierspurig und autobahnartig ausgebaut, so von Jekaterinburg bis östlich der Abzweigung der R354 bei Werchneje Dubrowo, auf einem geraden, knapp 12 km langen Teilstück westlich von Tugulym und vor Tjumen. Auf einigen Abschnitten wird an einer Neutrassierung gearbeitet; ein längerer bereits in Betrieb genommener Abschnitt im Bereich Saretschny/Belojarski ist aber noch nicht Teil der R351, da die östliche Anbindung an die alte Trasse noch nicht fertiggestellt wurde (Stand 2014). Große Flüsse werden in dem ebenen Gebiet nicht gekreuzt; bedeutendstes Brückenbauwerk ist die Querung der Pyschma vor Kamyschlow.
Die Ausfallstraße aus Jekaterinburg im Verlauf der R351 wird traditionell als Sibirischer Trakt bezeichnet, die aus Tjumen in der Gegenrichtung dementsprechend als Moskauer Trakt.

## Verlauf
| Vorlage:AB/Wartung/Leer |       | Oblast Swerdlowsk |
|                         | (0)   | Jekaterinburg, Anschluss an die Zweigstrecke der M5 nach Tscheljabinsk und die R242 (zugleich Europastraße 22) nach Perm                                 |
|                         | (8)   | Jekaterinburger Autobahnring (JeKAD) |
|                         | (24)  | R354 nach Kurgan |
|                         | (26)  | Werchneje Dubrowo |
|                         | (30)  | teilweise fertiggestellte neue (zukünftige) Trasse der R351 bis nördlich von Belojarski                                                                  |
|                         | (43)  | nach Saretschny |
|                         | (50)  | Belojarski |
|                         | (52)  | nach Asbest |
|                         | (70)  | nach Asbest |
|                         | (73)  | nach Kamensk-Uralski |
|                         | (90)  | nach Suchoi Log |
|                         | (95)  | Bogdanowitsch |
|                         | (121) | Beginn der nördlichen Umgehung von Kamyschlow |
|                         | (125) | 65K-1303 nach Jelanski – Suchoi Log |
|                         | (126) | Pyschma |
|                         | (140) | Kamyschlow/nach Irbit – Tawda |
|                         | (151) | Ende der Umgehung von Kamyschlow |
|                         | (177) | Pyschma |
|                         | (200) | 65K-282 nach Baikalowo – Irbit |
|                         | (204) | nach Troizki – Taliza |
|                         | (209) | nach Troizki |
|                         | (271) | Tugulym |
| ===                     | (292) | Oblast Tjumen |
|                         | (325) | R402 (zugleich Europastraße 22) nach Omsk (auf dieser nach 2 km Anschluss an die Zweigstrecke der R254 nach Kurgan) R404 nach Chanty-Mansijsk und Surgut |
|                         | (328) | Tjumen |